# Bagaceratopidae
Bagaceratopidae – rodzina dinozaurów z grupy ceratopsów (Ceratopsia). Została nazwana w 2003 roku przez Władimira Alifanowa, jednak nie przedstawił on jej definicji filogenetycznej, w związku z czym Sereno (2005) uznał Bagaceratopidae za takson nieaktywny. W 2003 Alifanow zaklasyfikował do Bagaceratopidae rodzaje Bagaceratops, Breviceratops, Lamaceratops i Platyceratops, a w publikacji z 2008 roku włączył do niej także Magnirostris oraz nowo opisany rodzaj Gobiceratops. Alifanow zasugerował, że w przeciwieństwie do innych rodzin neoceratopsów, Bagaceratopidae wyewoluowały w Paleoazji. Według Alifanowa Bagaceratopidae tworzą grupę monofiletyczną, obejmującą klad ((Bagaceratops + Gobiceratops) + (Breviceratops + Magnirostris) + (Platyceratops + Lamaceratops)) i stanowiącą takson siostrzany dla Protoceratopsidae, jednak nie przeprowadził on analiz kladystycznych mogących zweryfikować te teorie. W 2010 roku opisany został Ajkaceratops z późnej kredy Węgier, podobny do Magnirostris i bagaceratopsa i mogący również należeć do Bagaceratopidae (według Ősiego i współpracowników grupa ta jest jednak prawdopodobnie parafiletyczna). Jeśli tak jest, byłby on pierwszym znanym przedstawicielem tej grupy występującym w Europie.